# Vicente López y Planes
Alejandro Vicente López y Planes (Buenos Aires, 3 maggio 1785 – Buenos Aires, 10 ottobre 1856) è stato uno scrittore e politico argentino che ha agito come Presidente ad interim dell'Argentina dal 7 luglio 1827 al 18 agosto 1827. Ha scritto anche il testo dell'inno nazionale argentino adottato l'11 maggio 1813.